# كوينسي تان
كوينسي تان هو مغن مؤلف ماليزي، ولد في 10 يناير 1982.

## وصلات خارجية
- الموقع الرسمي